# Colin McRae: Dirt
Colin McRae: Dirt (también llamado DiRT en Norteamérica ) es la sexta entrega de la serie de videojuegos de conducción Colin McRae Rally creada por Codemasters, y la última de las ediciones publicadas antes de la muerte de Colin McRae. 
Comparándolo con la última edición, este videojuego ofrece nuevos gráficos, audio mejorado, nuevo motor físico, nuevos vehículos y un nuevo motor gráfico, llamado Neon, que fue desarrollado entre Codemasters y Sony Computer Entertainment. Este juego, a diferencia de los anteriores, ofrece variedad de categorías. Fue lanzado el 15 de junio de 2007 en Europa y el 19 de junio de 2007 en Estados Unidos. En 2009 fue sucedido por un nuevo título, Colin McRae: DiRT 2.

## Jugabilidad
Este juego se aparta de la tendencia de simulador de manejo, para centrarse más en una conducción arcade. La serie da un giro a partir de esta entrega, abriéndose a nuevos tipos de competiciones off-road (de allí el cambio de nombre de Colin McRae Rally a Colin McRae Dirt). Es el último juego publicado antes de la muerte del piloto escocés.
El jugador crea su perfil de piloto, determinando nombre y nacionalidad. Después de esto, inicia su carrera en el mundo Dirt. Las competiciones se muestran gráficamente en una pirámide escalonada de once niveles, siendo la base el nivel 1 y la cúspide el 11. Cada nivel posee entre 11 y 1 competencias. Los primeros niveles poseen mayor número de eventos, pero de corta duración (entre una y dos carreras). Conforme se avanza, el número de eventos se reduce (cada nivel posee un evento menos que el anterior) pero los restantes se alargan y complican un poco más. Las categorías se van revelando durante el avance. Al final, el nivel 11 está compuesto por una única competencia, la carrera de campeones de TAG Heuer, que posee una carrera de cada disciplina del juego. Una vez acabado el juego, se desbloquea el Colin McRae R4.

## Disciplinas
En Colin McRae: Dirt, el rally deja de ser la única y exclusiva disciplina del juego, dando lugar a nuevos tipos de competiciones en juego y en la serie. En este juego, se incorporan las siguientes categorías:
- Rallycross: Carreras realizadas en circuitos cerrados, con seis competidores en cada carrera. Se compite exactamente igual que en cualquier carrera normal, con la excepción de que estos circuitos poseen variedad de superficies. Generalmente se compite con coches de rally, aunque también hay coches específicos de Rallycross.

- Cara a cara: También realizados en circuitos cerrados, los enfrentamientos cara a cara son competiciones de a dos pilotos a la vez, que corren en circuitos especiales con dos pistas en paralelo que en realidad son una misma, dando una vuelta comenzando en una pista se acaba en la segunda, y dando otra vuelta se vuelve a la primera. El objetivo es lograr un mejor tiempo que el adversario dando una vuelta entera a la pista. Siempre se utilizan coches de rally para esta disciplina.

- Series CORR: Carreras con camionetas y buggies todoterreno. Al igual que en Rallycross, se compite en circuitos cerrados pero con mayores obstáculos, saltos y desniveles. Hay tres tipos de vehículos para esta serie: camionetas Pro 4, Buggies serie 1 y Super Buggies.

- Rally Raid: Se compite en circuitos de gran extensión con excesivos desniveles y complicaciones terrenales. Se emplean camionetas de Rally Raid T1 y camiones Rally Raid T4 para esta disciplina. La mayoría de estos vehículos provienen del Rally Dakar.

- Escalada: La disciplina más veloz del juego. Se corre en un trazado en ascenso por el Pikes Peak utilizando vehículos de elevada potencia. El objetivo es idéntico al del rally, marcar el mejor cronómetro posible en todas las etapas. Hay dos tipos de vehículos, los camiones Escalada Big Rig y los coches Escalada Unlimited.

## Vehículos
El juego cuenta con cuarenta vehículos (reales y ficticios) y trece clases de coches, los cuales se listan a continuación:

### Rally, tracción delantera o FWD
- Renault Clio
- Opel Corsa
- Citroën C2
- Suzuki Swift

### Rally, tracción total o 4WD
- Fiat Grande Punto
- Peugeot 207 S2000
- Subaru Impreza 2006
- Mitsubishi Lancer Evolution IX
- Peugeot 307
- Citroën C4
- Colin McRae R4

### Rally, clásicos
- Toyota Celica
- Subaru Impreza 1995
- Peugeot 205 T16
- Lancia Delta S4

### Rally, tracción trasera o RWD
- Fiat 131 Abarth
- Lancia Stratos
- Ford Escort MKII
- Renault 5 Maxi Turbo
- Fenomenon New Stratos

### Super buggy
- Graeme Hawley Super Buggy
- Scott Schwalbe Super Buggy

### Pro 4
- Chevrolet "Chevy" Silverado
- Toyota Tundra

### Buggies serie 1
- McMillin Buggy
- Brian Ickler Buggy

### Escalada Big Rig
- Kenworth Escalada
- Freightliner Escalada

### Escalada Unlimited
- Mitsubishi FTO
- Peugeot 405 T16
- Audi Quattro Pikes Peak
- Suzuki Escudo Pikes Peak
- Toyota Celica GT Pikes Peak
- Toyota Tacoma Pikes Peak

### Rally Raid T1
- Mitsubishi L200
- Warrior
- Nissan Pickup Dakar
- BMW X3
- Volkswagen Touareg
- Mitsubishi Montero

### Rally Raid T4
- Kamaz
- MAN

### Rallycross Modified
- Lotus Exige
- Audi TT

### Rallycross Supercars
- Saab
- Citroën Xsara